# پوینت بریز (نیوجرسی)
پوینت بریز (به انگلیسی: Point Breeze) یک منطقهٔ مسکونی در ایالات متحده آمریکا است که در کینگوود، نیوجرسی واقع شده‌است. پوینت بریز ۱۶۸٫۸۶ متر بالاتر از سطح دریا قرار دارد.